# Edmond Lévy (historien)
Pour les articles homonymes, voir Lévy et Edmond Lévy.
Edmond Lévy, né le 14 février 1934, est un historien français spécialiste de la Grèce ancienne.

## Biographie
Ancien élève de l'École normale supérieure de la rue d'Ulm (promotion L 1956), agrégé de lettres classiques (concours de 1959 ; 4e rang), il est ensuite membre de l'École française d'Athènes (promotion CIII 1963).
Sous la direction de l'helléniste Pierre Lévêque, il soutient sa thèse de doctorat, Athènes devant la défaite de 404. Histoire d'une crise idéologique, devant l'université de Besançon en 1976.
Spécialiste d'histoire grecque, il enseigne comme professeur à l'université Marc-Bloch de Strasbourg dont il devient doyen de la faculté des Sciences historiques, puis professeur émérite.
Avec Edmond Frézouls, il fonde en 1976 la revue scientifique annuelle et multilingue Ktèma. Civilisations de l'Orient, de la Grèce et de Rome antiques dont il assure la direction de 1995 à 2017, date à laquelle Dominique Lenfant lui succède.
Organisateur pendant de longues années d'un séminaire sur le vocabulaire et la pensée politiques de la Grèce antique à l'École normale supérieure, ses recherches portent principalement sur la période classique, Athènes et Sparte, auxquelles il a consacré de nombreux articles.

## Publications

### Articles (sélection)
- « La Grande Rhètra », Ktèma, 1977, n° 2, p. 85-103
- « Le rêve homérique », Ktèma, 1982, n° 7, p. 23-41
- « Astu et Polis dans l'Iliade », Ktèma, 1983, n° 8, p. 55-73
- « Autonomia et éleuthéria au Ve siècle », Revue de philologie, de littérature et d'histoire anciennes, t. LVII, 1983, fasc. 2, p. 249-270
- « Naissance du concept de barbare », Ktèma, 1984, n° 9, p. 5-14
- « La théorie aristotélicienne de l'esclavage », dans Mactoux (Marie-Madeleine) et Geny (Evelyne) (éd.), Mélanges Pierre Lévêque, t. 3, Besançon et Paris, Université de Besançon, diff. les Belles lettres, 1989, p. 197-213
- « Hérodote philobarbaros ou la vision du barbare chez Hérodote », dans Lonis (Raoul) (éd.), L'étranger dans le monde grec, t. II, Nancy, Presses universitaires de Nancy, 1992, p. 193-244
- « La tyrannie et son vocabulaire chez Polybe », Ktèma, 1996, n° 21, p. 43-54
- « La Sparte de Platon », Ktèma, 2005, n° 30, p. 217-236
- « L’égalité et son vocabulaire chez Xénophon », Ktèma, 2006, n° 31, p. 245-276
- « Le vocabulaire de la violence chez Thucydide », Ktèma, 2014, n° 39, p. 213-233
- « Déclin et stabilité des régimes dans la Politique d’Aristote », Ktèma, 2021, n° 46, p. 267-273

### Ouvrages
- Athènes devant la défaite de 404. Histoire d'une crise idéologique, Athènes et Paris, École française d'Athènes, coll. « Bibliothèque des Écoles françaises d'Athènes et de Rome » (fasc. 225), diff. de Boccard, 1976, IX-339 p.
- éd., La femme dans les sociétés antiques, Strasbourg, Association pour l'étude de la civilisation romaine (A.E.C.R.), 1983, 155 p.
- éd., Le système palatial en Orient, en Grèce et à Rome, Strasbourg et Leiden, Publications de l’université Strasbourg-II, coll. « Travaux du Centre de recherche sur le Proche-Orient et la Grèce antiques » (n° 9), diff. E. J. Brill, 1987, 502 p.
- La Grèce au Ve siècle. De Clisthène à Socrate, Paris, Éditions du Seuil, coll. « Nouvelle histoire de l'Antiquité » (n° 2), 1995, 316 p.
- éd., La codification des lois dans l'Antiquité, Strasbourg et Paris, Publications de l’université Strasbourg-II, coll. « Travaux du Centre de recherche sur le Proche-Orient et la Grèce antiques » (n° 16), diff. de Boccard, 2000, 344 p.
- Sparte. Histoire politique et sociale jusqu'à la conquête romaine, Paris, Éditions du Seuil, coll. « Points. Histoire » (n° 329), 2003, 364 p.